# Gneu Calpurni Pisó (llegat)
Gneu Calpurni Pisó (en llatí Cnaeus Calpurnius Piso) era un magistrat romà. Formava part de la gens Calpúrnia, una antiga família romana d'origen plebeu.
Va ser legat i proqüestor de Gneu Pompeu en la guerra contra els pirates cilicis, i va dirigir una divisió de la flota a l'Hel·lespont l'any 67 aC. Després va seguir a Pompeu a la guerra contra Mitridates VI Eupator. Va estar present a la rendició de Jerusalem l'any 63 aC.